# Ligas Agrarias
Las Ligas Agrarias fue un movimiento de campesinos y productores rurales que se produjo en la región nordeste de Argentina en la década de 1970. El movimiento surgió en 1970 y tuvo su epicentro en la provincia del Chaco, en torno a la producción del algodón, pero también tuvo influencia en la formación de movimientos análogos en las provincias de Misiones, Corrientes, Formosa y norte de Santa Fe. Las Ligas Agrarias organizaron a los trabajadores y pequeños productores rurales, con el fin de enfrentar a las grandes empresas y latifundios que controlaban el ciclo económico de productos agrícolas extra pampeanos, como el algodón, el tabaco, la yerba mate y el té. El movimiento movilizó a unas 20.000 familias y 54.000 jóvenes. Entre sus dirigentes se destacó Osvaldo Lovey, secretario general de las Ligas Agrarias del Chaco.
Las Ligas Agrarias fueron completamente desarticuladas por el terrorismo de Estado, especialmente durante la dictadura autodenominada Proceso de Reorganización Nacional (1976-1983).

## Historia
Las Ligas Agrarias surgieron formalmente en el Primer Cabildo Abierto del Agro Chaqueño que se realizó el 14 de noviembre de 1970 en la localidad chaqueña de Presidencia Roque Sáenz Peña, centro por entonces de la producción del algodón. El Cabildo se reunió bajo el lema "Grita lo que sientes" y convocó a 5.000 productores para debatir problemas y reivindicaciones.